# In Search of Adventure
In Search of Adventureは1987年、ダンジョンズ&ドラゴンズ・ファンタジー・ロールプレイングゲームのベーシック・ルール・セット用にTSR社から出版された再編集モジュールである。その製品番号はTSR 9190であった。この160ページの冊子はキース・パーキンソンのカバーアートを特徴とする。

## プロット概要
In Search of Adventureは、D&Dベーシック・セット用モジュールである1～9までのBシリーズの内容の集合体であり、D&Dガゼッタ・シリーズで最初に扱われた国であるカラメイコス大公国にその数々の冒険を配置するために枠組みを与えられた。In Search of Adventureにおける各冒険は新たな3つのストーリーライン（冒険フローチャート）上に配置され、出発地点であるスレッショールドの町で受けた依頼によって、プレイヤーがどこに向かうのかが決定される。これら種々の冒険はミスタラ世界のカラメイコス大公国に配置される。この再編集で、大部分の冒険はほぼ全体が揃っているが、The Lost Cityの拡張部分は存在しない。

## 出版履歴
In Search of AdventureはB1～B9モジュールを再編集している。B1:In Search of the Unknown、B2:The Keep on the Borderlands、B3:Palace of the Silver Princess、B4:The Lost City、B5:Horror on the Hill、B6:The Veiled Society、B7:Rahasia、B8:Journey to the Rock、B9:Castle Caldwell and Beyondである。 
この再編集モジュールにはマイク・カー、ゲイリー・ガイギャックス、トム・モルドヴェイ、ダグラス・ナイルズ、デイヴィッド・クック、トレイシー・ヒックマン、ローラ・ヒックマン、マイケル・マローン、ハリー・W・ナッコルズらのデザイン作品の成果が盛り込まれていた。カバーアートはキース・パーキンソンが担当した。
In Search of Adventureはジェフ・グラブとジョン・ピケンズの編集、キース・パーキンソンのカバーアートで、1987年にTSRから160ページの冊子として出版された。この冊子はBシリーズのモジュールを再編集し、連続キャンペーンを形作るためにそれらを改定している。タイトルに含意されているにもかかわらず、ローレンス・シックは、この本にB1 In Search of the Unknownの内容は全く含まれていない、と書いている。実際はカスケトン洞窟のダンジョン地図だけが掲載されている。

## 評判
ケン・ロルストンはB1-9 In Search of Adventureについてドラゴン誌128号（1987年12月）で手短に論評した。これは以前の数々のモジュールから「ちょっとずつ選んで」集めたもの、と述べた。彼は「ゲイリー・ガイギャックス、ダグ・ナイルズ、トム・モルドヴェイのような世界的なデザイナー達による素晴らしい、古風なダンジョンだ」と言及した。ロルストンはまたこの編纂物のうち2つの「非常に素晴らしい冒険」について述べた。Rahasiaを彼は「ドラゴンランスとレイブンロフトのトレイシー・ヒックマンによる低レベル向けFRPGシナリオの名作」と言い、デイヴィッド・「ゼブ」・クックのThe Veiled Societyを「低レベルD&Dキャラクターのための、都市を舞台にした政治的、外交的冒険の稀な実例」と言った。ロルストンは「個々の冒険固有の価値を除いたとしても、このモジュールは単純かつ存在感のあるD&Dベーシック・ゲームシステムを通じて、新たなプレイヤー達をFRPGに引き入れるのに申し分ない」と述べて論評を取り結んだ。
ローレンス・シックは1991年発行の書籍Heroic Worldsで、In Search of AdventureはBシリーズモジュールの最も良い部分を収集しており、｢相当によい買い物｣であると述べた。